# Hans Kirchgasser
Hans Kirchgasser (9 ottobre 1957) è un ex sciatore alpino austriaco.

## Biografia
Specialista delle prove veloci originario di Filzmoos, Kirchgasser ottenne l'unico piazzamento in Coppa del Mondo il 3 marzo 1979 a Lake Placid in discesa libera (16º); in Coppa Europa in quella stessa stagione 1978-1979 fu 3º nella classifica di discesa libera, mentre ai Campionati austriaci vinse la medaglia d'argento nella combinata sempre nella stagione 1978-1979. Non prese parte a rassegne olimpiche né ottenne piazzamenti ai Campionati mondiali.

## Palmarès

### Coppa del Mondo
- Miglior piazzamento in classifica generale: 71º nel 1979

### Campionati austriaci
- 1 medaglia[1]:
  - 1 argento (combinata nel 1979)